# آندره ویلیامز
آندره ویلیامز (انگلیسی: Andrae Williams؛ زادهٔ ۱۲ ژوئیهٔ ۱۹۸۳) از برندگان مدال‌های بازی‌های المپیک تابستانی و دونده اهل باهاما است.